# Cosmodrome de Baïkonour Site 81
Le site 81 du cosmodrome de Baïkonour est un site de lancement utilisé, avec le site 200, par les fusées Proton. Il se compose de deux rampes de lancement nommées zones 23 et 24. La zone 24 est toujours utilisée pour les lancements de fusée Proton-K et Proton-M, tandis que la zone 23 est inactive.
Plusieurs sondes planétaires ont été lancées depuis le site 81. La zone 23 a été utilisée pour lancer Mars 3, Mars 4, Mars 6 et Venera 11, tandis que la zone 24 a été utilisée par Mars 2, Mars 5, Mars 7, Venera 9, Venera 10 et Venera 12. Plusieurs sondes lunaires ont également été lancées depuis les deux zones.
Les modules Zarya et Zvezda de la Station spatiale internationale, ainsi que Saliout 2, 3 et 5, et les modules Spektr et Priroda de Mir, ont été lancés depuis la zone 23. La zone 24 a quant à elle été utilisée pour lancer les missiles Salyut 1, 4 et 6.

## Faits marquants

### Échec vol PROTON-M
Le 02 juillet 2013, une fusée Proton-M / DM-03 a été lancé depuis le site 81/24 transportant trois satellites de navigation GLONASS. Immédiatement après le décollage, la fusée a commencé à tanguer et est alors devenue hors de contrôle. La fusée est tombée près de la rampe de lancement et a explosé.
Le rapport de l’enquête indiquera que les capteurs angulaires (liés au lacet) avaient été installé à l’envers 2 ans avant le lancement, renvoyant ainsi des  données erronées aux instruments de bords. De plus, le rapport met en avant une erreur humaine car aucune vérification n’avait été effectuée. D’autre part, certaines sources secondaires affirment que la fusée a décollé avec 0,4 secondes d’avance, empêchant l’allumage complet des moteurs avant le décollage comme prévu.
Par conséquent, 3 employés ont été mis en examen pour faute grave, dont 1 contremaître, une inspectrice et un électricien.
L'étendue des dégâts causés au site 81 ou au cosmodrome de Baïkonour n’a pas été divulguée, rendant l’impact difficile à déterminer sur la zone. Cependant, le dommage financier a été estimé à 5 milliards de roubles.

### Site 81/24
Le 25 février 2020, Roscosmos a annoncé que le site 81/24 serait hors-service d'ici fin 2022 ou début 2023 ; tous les lancements Proton-M restants sur le manifeste après cette date seront transférés vers le site 200/39 . Cependant, d’autres lancements sont toujours prévus en 2025 à bord de Proton/M.